# Eustrotia ghanae
Eustrotia ghanae là một loài bướm đêm trong họ Noctuidae.